# Paul Frère
Paul Frère (Le Havre, 30 de janeiro de 1917 – 23 de fevereiro de 2008) foi um piloto e jornalista belga).
Participou em onze Grandes Prémios do Campeonato do Mundo de Fórmula 1, estreando-se a 22 de junho de 1952, e assegurando uma finalização no pódio, e com um total de onze pontos em campeonatos. Correu também em várias corridas de Fórmula 1 que não contavam para o campeonato.
Venceu também as 24 Horas de Le Mans em 1960, guiando um Ferrari com o seu compatriota Olivier Gendebien.
Depois de se retirar das corridas em 1960, trabalhou como jornalista dedicado ao automobilismo, trabalhando na Europa (era o editor europeu da revista Road & Track). Foi ainda consultor de várias marcas de automóveis.
Frère, a par de Piero Taruffi e Denis Jenkinson foi um dos primeiros escritores a tratar as capacidades de pilotar um automóvel como algo analisável, explicável e ensinável. O seu livro Sports Car and Competitive Driving de 1963, é ainda hoje uma obra de referência no campo. Influenciou o desenvolvimento de escolas de condução de competição, tais como as fundadas por Jim Russel, Bob Bondurant, e muitos outros.
Semanas antes do seu 90º aniversário, em janeiro de 2007, sofreu um acidente perto de Nürburgring, e foi hospitalizado durante 14 dias nos cuidados intensivos.
Paul Frère faleceu a 23 de fevereiro de 2008 em Saint-Paul-de-Vence (França).